# 음성 양덕리 고인돌
음성 양덕리 고인돌은 충청북도 음성군 삼성면에 있다. 2001년 12월 7일 음성군의 향토문화유적 제6호로 지정되었다.

## 개요
이 고인돌은 덮개돌을 받치고 있는 받침돌을 땅 위에 세우고 덮개돌을 덮어 시신을 넣는 관(棺)의 역할을 하는 석실을 만든 고인돌로, 탁자식(북방식) 고인돌이라고 하며, 선사시대 사람의 무덤으로 추정되는 거석문화로 지석묘라고도 한다. 이 고인돌은 본래 앞과 뒤를 막았던 받침돌이 있었던 것으로 추정되지만 오랜 세월이 지난 지금은 뒤쪽의 받침돌만 남아 있다.